# Saint-Georges-du-Rosay
Saint-Georges-du-Rosay település Franciaországban, Sarthe megyében. Lakosainak száma 450 fő (2022. január 1.). Saint-Georges-du-Rosay Nogent-le-Bernard, Bonnétable, La Bosse, Dehault, Saint-Aubin-des-Coudrais és Saint-Denis-des-Coudrais községekkel határos.

## Népesség
A település népessége az elmúlt években az alábbi módon változott:
| Lakosok száma | 431  | 438  | 441  | 435  | 439  | 443  | 447  | 449  | 450  |
|               | 2013 | 2015 | 2016 | 2017 | 2018 | 2019 | 2020 | 2021 | 2022 |